# Campeonato Mundial de Handebol Masculino de 1954
O Campeonato Mundial de Handebol Masculino de 1954 foi a segunda edição do Campeonato Mundial de Handebol. Foi disputado na Suécia. A Alemanha enviou um time unificado composto por jogadores da Alemanha Ocidental e da Alemanha Oriental. 

## Classificação Final
|   | Suécia          |
|   | Alemanha        |
|   | Tchecoslováquia |
| 4 | Suíça           |
| 5 | Dinamarca       |
| 6 | França          |

## Classificação

### Fase de Grupos
| Partida                     | Res.  |
| --------------------------- | ----- |
| Suécia - Dinamarca          | 16-8  |
| Tchecoslováquia - Dinamarca | 18-13 |
| Suécia - Tchecoslováquia    | 23-14 |

| Grupo A         | Partidas | Gols  | Pontos |
| --------------- | -------- | ----- | ------ |
| Suécia          | 3        | 39-22 | 4      |
| Tchecoslováquia | 3        | 32-36 | 2      |
| Dinamarca       | 3        | 21-34 | 0      |

| Partida           | Res.  |
| ----------------- | ----- |
| Alemanha - França | 27-4  |
| França - Suíça    | 11-11 |
| Alemanha - Suíça  | 20-9  |

| Grupo B  | Partidas | Gols  | Pontos |
| -------- | -------- | ----- | ------ |
| Alemanha | 3        | 47-13 | 4      |
| Suíça    | 3        | 20-31 | 1      |
| França   | 3        | 15-38 | 1      |

### Finais
| Match                   | Res.  |
| ----------------------- | ----- |
| Partida de 5º/6º lugar  |       |
| Dinamarca - França      | 23-11 |
| Disputa do Bronze       |       |
| Tchecoslováquia - Suíça | 24-11 |
| Final                   |       |
| Suécia - Alemanha       | 17-14 |

| Campeonato Mundial de Handebol Masculino de 1954 |
| Campeão                                          |
| ------------------------------------------------ |
| Suécia 1º Título                                 |